# 臼塚古墳
臼塚古墳（うすづかこふん）は、大分県臼杵市大字稲田にある古墳。1948年9月10日に大分県の史跡に指定されている。

## 概要
臼杵市北部を流れる熊崎川流域の洪積台地（通称、三重野台地）の標高約20mの台地南端にある、全長約87m、後円部径約45m、高さ約6m、前方部幅約45mの臼杵地方最大の前方後円墳である。5世紀中頃の築造と推定されている。
墳丘上には明治時代に臼杵神社の現在の社殿が建築されており、このために墳丘の一部が切削されているが、全体としては原形をよくとどめている。前方部と後円部の境には、元来2基の石甲（いずれも高さ135cm）が立てられていた。これらの石甲は1976年6月5日に国の重要文化財に指定されており、現在は臼杵神社境内の参道脇に覆屋を設けて移設されている。
臼杵神社の現在の社殿建築時に、後円部から大小2基の舟形石棺（全長285cm及び225cm）が発見されており、各石棺は、一枚岩をくりぬいて造られ、内面全体に朱が施されており、それぞれ2体の人骨が埋葬されていたとしている。
これらの人骨の外耳には潜水によって生じることが多い外耳道骨腫が認められることから、被葬者は海人であったと推定されている。また、副葬品として、位至三公双龍鏡（直径9.9cm）及び変形獣帯鏡（直径9.7cm）の2面の鏡、鉄剣、鉄刀、鉄鉾、短甲等の武具や、貝輪、勾玉等の装身具が出土している。なお、鏡はいずれも伯載鏡である。
被葬者は、古墳の規模、副葬品、外耳の特徴から、この地域の海人の支配者層であると考えられている。

## 石甲
臼塚古墳に見られる石甲は、石人石馬のような石像の一種で、細い円柱状の台部に、2つの円錐を頂部でつなげたような形状の胴部が載る石製品であり、甲冑を着た人を象った石像であるとされる。ただし、頭部は作られていない。その形が臼と杵のようにも見えることから、臼杵の地名はこの石甲から起こったものであるとする説もある。
全国的に見ると、石人、石馬は、北部九州を中心に分布し、そのうち特に筑紫君磐井の墓に比定される福岡県の岩戸山古墳では、80基を超える石人、石馬が発見されている。大分県内では他に、同じく臼杵市の熊崎川流域にある下山古墳のみで見られるもので、北部九州の分布域から離れた豊後水道沿岸の臼杵にのみ分布していることが注目されている。